# Tarihi Kadirga
Tarihi Kadırga (turco per "galea storica"), conosciuta anche solo come Kadırga o Chaderqa, è una galea usata dai sultani ottomani per scopi cerimoniali e brevi escursioni nel Bosforo e Mar di Marmara. Si tratta dell'unica galea originale esistente al mondo, nonché di una delle imbarcazioni in legno più antiche esistenti non provenienti da scavi archeologici. Costruita probabilmente prima del XVII secolo, si trova esposta al Museo navale d'Istanbul.

## Descrizione
Secondo i sopralluoghi effettuati dallo studioso Erkut Arack e Cemal Pulak nell'estate del 1999, quantomeno chiglia, aste di prua e poppa e quasi l'interezza del fasciame sono stati sostituiti col passare del tempo. L'intera imbarcazione è stata anzi molto probabilmente soggetta nei secoli a modifiche significative che ne hanno alterato la forma originale, almeno parzialmente. Per esempio, nelle foto pubblicate da Schurr su The Mariner's Mirror nel 1923, si nota come il fasciame di poppa fosse in condizioni peggiori rispetto alla foto uscita nel 1939 su National Geographic Magazine.
La datazione al radiocarbonio effettuata nel 2005 da Georges Bonani presso lo ETH Laboratory di Zurigo su cinque diversi campioni suggerisce una datazione tra la fine del XVI e la metà del XVII secolo. Secondo questo studio, con un 95% di probabilità la costruzione avvenne in un periodo compreso tra il 1521 e il 1655.
La dendrodatazione di Kuniholm effettuata nel 2000 sulla chiglia datò l'anello di quercia più esterno (alburno escluso) di un campione come risalente al 1827, il che sarebbe compatibile con il restauro documentato del 1885.

### Struttura
Tarihi Kadırga ha una lunghezza di 39,57 metri (129,8 ft) e una larghezza massima di 5,72 metri (18,8 ft).
Era dotata di 24 remi per banda, per un totale di 144 rematori, ma attualmente sono presenti solo 23 postazioni di voga. Il primo banco di voga è stato infatti rimosso durante una delle trasformazioni subite negli anni, ma resta traccia della coda di rondine in cui si incastrava. Basch ipotizza che questa trasformazione sia stata dettata dal passaggio da un vogatore per remo ai tre della voga a scaloccio: essendo il primo banco molto a prua -dove la barca è più stretta- non ci sarebbe fisicamente stato lo spazio per accomodare tre rematori.
Nutku ipotizza la presenza di un albero nella sua ricostruzione, ma in ogni caso non è più presente nell'originale, come anche non c'è alcuna scassa sulla chiglia che ne possa provare l'eventuale esistenza.

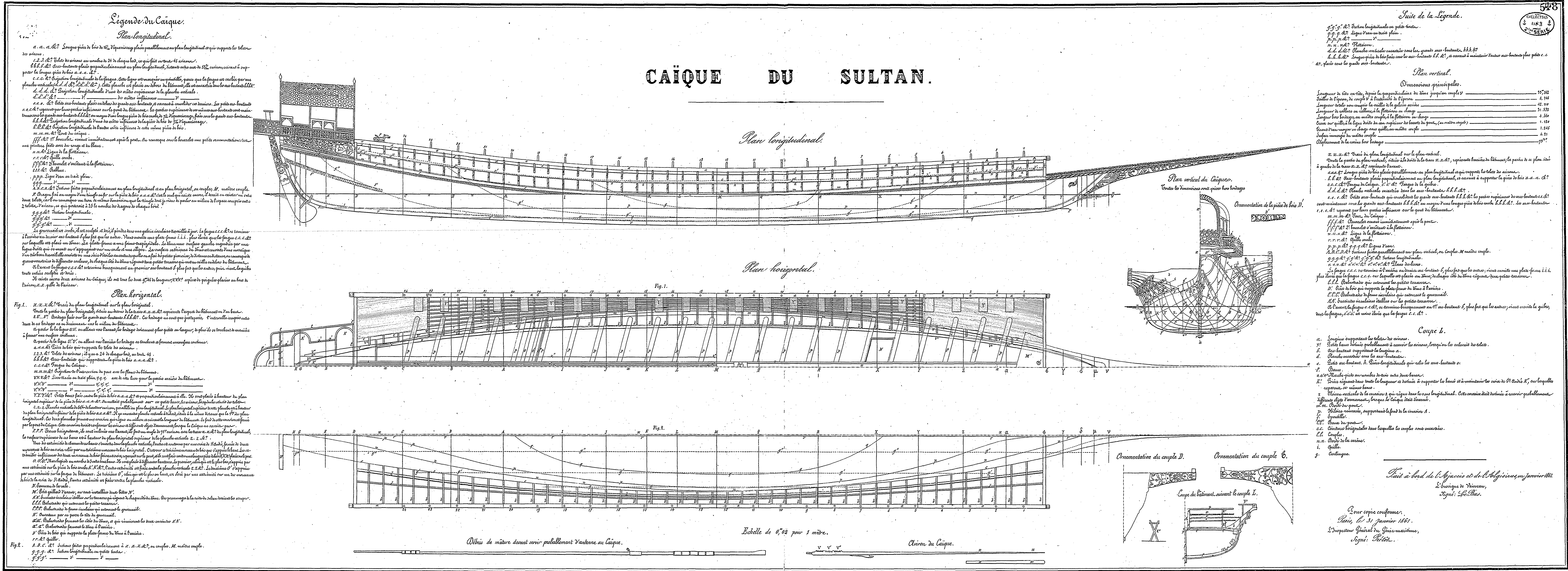
Piano di Kadırga disegnato da Le Bas per lAtlas du Génie Maritime (1840) di Antoine Campaignac.

La chiglia è lunga 30m e costituita da quattro parti. Purtroppo, nel disegno di Nicolaes Witsen del 1671 la chiglia è sommersa e quindi non è possibile compararla alle raffigurazioni posteriori. Nel 1840 Antoine Campaignac pubblicò un rilievo della Kadırga nel suo Atlas du Génie Maritime. L'imbarcazione viene descritta erroneamente come "caicco del sultano". In ogni caso, questa raffigurazione ha una chiglia leggermente curva, mentre nel rilievo di Ata Nutku del 1957 si vede una chiglia dritta.  La chiglia è oggi dritta, quindi probabilmente fu una delle parti sostituite nel restauro del 1885.
Lo studio dendrostorico di Liphschitz ha permesso di identificare le essenze arboree utilizzate, di cui qui di seguito sono indicate le più significative. Va tenuto presente che le molte riparazioni subite fanno sì che le essenze trovate per ogni parte sono molto più numerose di quelle qui elencate, che sono da ritenersi le possibili originali:
- Noce per il chiosco
- Faggio per i baccalari e colla de late
- Cerro per ordinate, madieri, bagli, chiglia, timone
- Cedro per la corsia, i banchi e i posticci
- Pino calabro per la banda dipinta e la coperta
- Pino nero per il fasciame e la coperta

In totale circa la metà dei 1600 campioni esaminati sono risultati essere di cerro.

### Apparato decorativo
Lo scafo è dipinto interamente di rosso con decorazioni dorate. La decorazione con archi di cerchio e triangoli, secondo Basch che cita varie fonti iconografiche, è tipica di Venezia e deporrebbe a favore della provenienza veneziana di questa imbarcazione.

#### I basilischi
L'elemento più caratteristico, presente anche nelle rappresentazioni iconografiche di tutte le epoche, è rappresentato dai basilischi dorati.
Questi draghi in miniatura sono caratterizzati da forti mascelle, ali, coda arricciata, corpo coperto da scaglie e la pelle sul muso arricciata, indicante -secondo Basch- il fare minaccioso degli animali.
Ai lati della prua, dove in origine erano collocate anche le due miniature, sono rappresentati in bassorilievo gli stessi basilischi. Le due statuette sono ora poste sui posticci ai lati del chiosco, a poppa, rivolti all'indietro. Nello schizzo di Alaux del 1927 sono già visibili in questa posizione, anche se erroneamente identificati come uccelli nel testo. Nel rilievo di LeBas sono ritratti nello stesso posto, ma rivolti verso prua.

#### La cabina di poppa
Detta anche "chiosco" (dal turco Köshk), è decorata da pietre semi-preziose, madreperla, guscio di tartaruga, avorio e argento.
La struttura segue la forma della galea, facendo sì che sia più larga verso prua. Il tutto è ricoperto di chiodi di bronzo dorati a punta di diamante
All'interno della cabina di poppa una poesia composta con tessere di madreperla e guscio di tartaruga ci dà un indizio su chi potesse essere stato il proprietario dell'imbarcazione:
| Hazret-i Sultan Mehmet Hani gazinin Müdâm Bahr-ü berde yâri hidr, Hâfizi Allah ola Yapdura dâim saadetle nice âla kayik Ömr-i Nuh ile cihan mülkinde padişah ola | In land and sea, may His Majesty Sultan Mehmet, Khan of the ghazi warriors, Be always the friend of Hizir, and defender of God. In happiness may he always build such exquisite caiques, May he reign in the kingdom of Earth with the longevity of Noah. | Per terra e per mare, possa Sua Maestà il Sultano Mehmed, re dei soldati che combattono gli infedeli, Sempre essere amico di Hizir, e difensore di Dio. Possa sempre nella felicità costruire così bei caicchi, Possa regnare nel regno della Terra con la longevità di Noè. |

In realtà, purtroppo non è possibile sapere nello specifico a quale "Sultano Mehmed" si riferiscano i versi. Inoltre, il chiosco sembrerebbe essere comunque un'aggiunta posteriore alla costruzione della galea, quindi tutt'al più potremmo individuare chi fece fare questa aggiunta, non chi fece costruire la barca.

## Storia
L'esatta data di costruzione della Tarihi Kadırga è sconosciuta.
Di certo era ancora in uso sotto Selim III (1789-1807) e Mahmud II (1808-1839), dopodiché fino al 1913 è rimasta rimessata nel Yaliköshkü Kayik Hanesi, presso il palazzo di Topkapi. In quell'anno fu spostata insieme ai caicchi imperiali all'arsenale di Kasimpasha, sul Golfo d'Oro. Nel 1956 fu trasferita a Beshiktash, vicino al Bosforo, e da lì in seguito trasportata al museo navale di Istanbul, inaugurato il 7 luglio 1970, dove si trova ancora oggi.

Secondo la datazione al Carbonio-14 e alla ricerca dendrocronologica, si può presumere che sia stata costruita a Istanbul durante il regno dei sultani Murad III (1574-1595) o Mehmed IV (1648-1687), anche se la tradizione orale la attribuisce al sultano Mehmed II Fātiḥ (1432-1481).

Kadırga rappresentata in una tavola di Nicolaes Witsen del 1671. La didascalia la descrive come l'imbarcazione della Valide Sultan, la madre del sultano.

Una delle immagini più antiche chiaramente rappresentanti la Kadirga la troviamo nella tavola di Nicolaes Witsen del 1671. La didascalia la attribuisce alla Valide Sultan, ovvero la madre del sultano, mentre identifica come imbarcazione del sovrano una imbarcazione con non più di dodici remi per banda. Si tratterebbe insomma di un gesto onorifico, indicativo di un periodo quando la sultana madre era effettivamente più potente del sultano stesso, un periodo effettivamente noto in Turchia come "regno delle donne". La Valide Sultan Kosem fu la reggente durante i regni dei figli Murat IV (1623-1640) e Ibrahim I (1640-1648). Quando fu strangolata, nel 1648, il suo potere passo alla Valide Sultan Turhan, la madre di Mehmed IV (1648-1687), non appena ascese al trono. Il suo regno terminò nel 1660, pochi anni prima del possibile arrivo di Witsen a Istanbul.
Nel 1861 viene menzionata per la prima volta, nel giornale di Istanbul Şehbal, che menzionava come stesse venendo rilevata da un architetto navale francese. Nel 1885, il sultano Abdulhamid II ne ordinò un restauro generale, rimpiazzando le tavole sotto la linea di galleggiamento.
Nel 1923 apparve in foto su The Mariner's Mirror e nel 1939 sul National Geographic Magazine.
Il chiosco fu restaurato nel 1944 e lo scafo di nuovo nel 1950. Durante quest'ultimo restauro parte della decorazione fu ridipinta da membri della facoltà di Belle Arti dell'Università di Istanbul.
Altri interventi noti risalgono al 1982 e 1983, quando furono sostituiti alcuni elementi decorativi e venne ridipinta l'intera nave.

## Galleria d'immagini

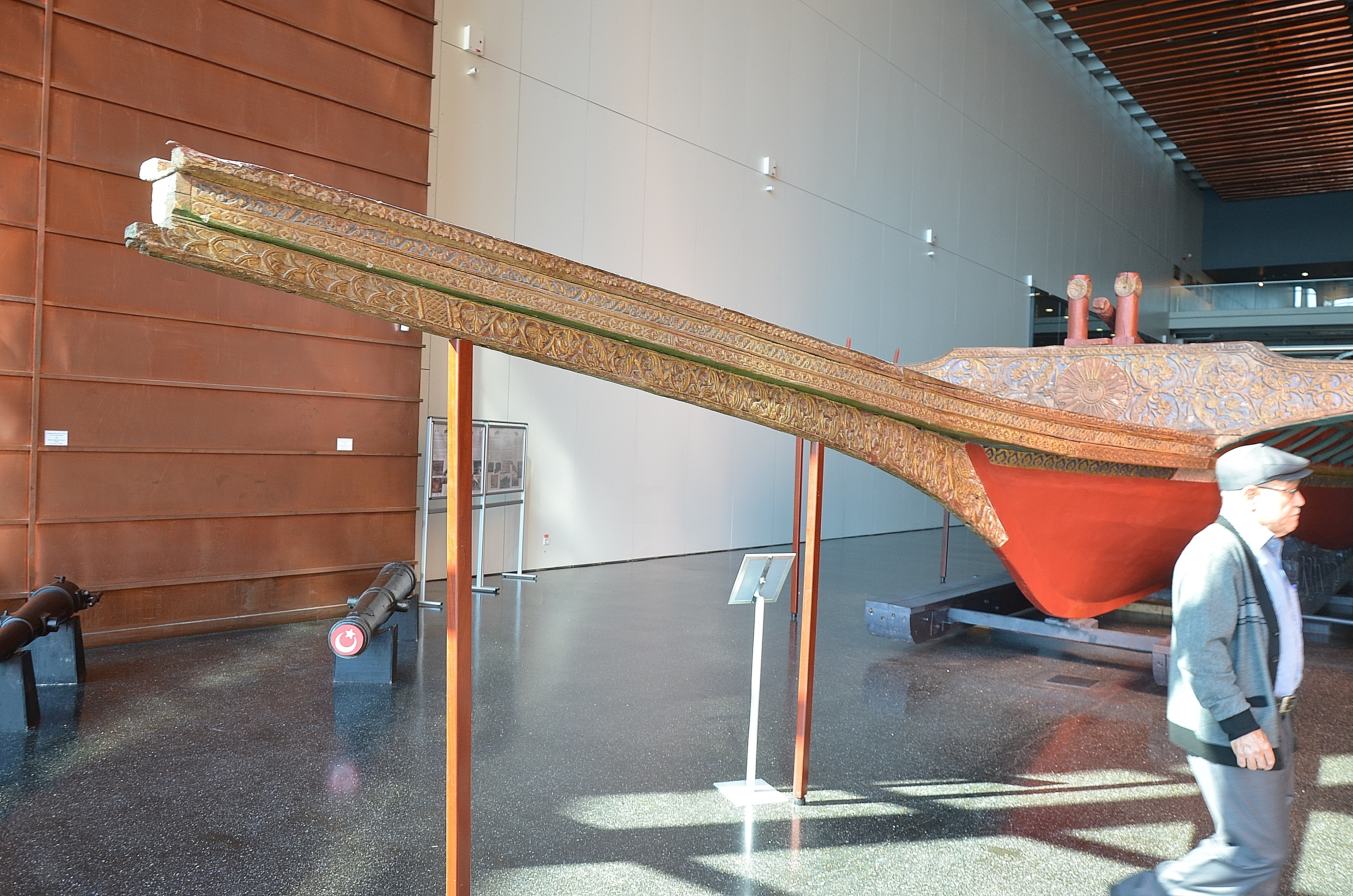
La prua decorata.
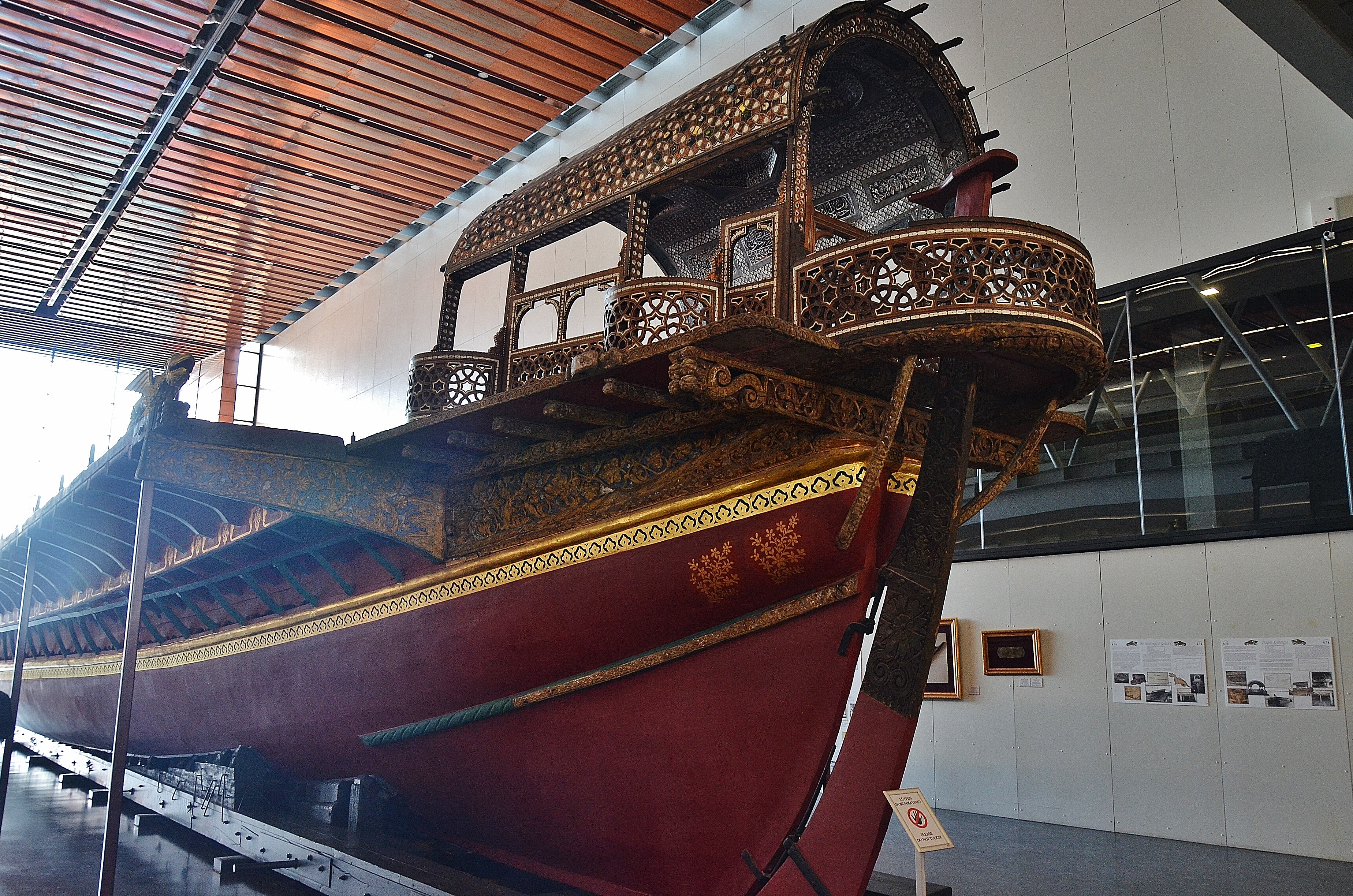
Vista della poppa e del chiosco decorato, probabilmente aggiunto in epoca successiva alla costruzione.
I banchi di voga. La disposizione dei manichini nel museo è erronea: in questo modo i remi non toccano l'acqua e la corsia risulta impraticabile. I vogatori dovrebbero sedere sul lato opposto.
Uno dei due basilischi intagliati posti ai lati dell'imbarcazione, originariamente si trovavano sulla prua.[13]